# Дорнак
Дорнак (фр. Dornac) или Поль Марсан (фр. Paul Marsan; псевдонимы, настоящее имя — Поль Франсуа Арнольд Кардон фр. Paul François Arnold Cardon; 6 января 1858, Париж — 10 января 1941, XIV округ Парижа) — французский фотограф.

## Биография
Родился в 1858 году в Париже. Приобрёл известность в 1880-е годы, когда начал работу над серией фотопортретов французских знаменитостей, которые в дальнейшем воспроизводились в многотиражном иллюстрированном журнале «Le Monde illustré». Самой известной серией фотографий Дорнака является серия «Знаменитости у себя дома», изображающая известных людей Франции — современников фотографа в домашней обстановке (иногда также в мастерской или за письменным столом). Фотографии Дорнака делались медленно, что было связано как с особенностями тогдашней фотографической техники, так и с творческой задачей художника, который желал наилучшим образом запечатлеть характеры сфотографированных лиц.
При жизни Дорнака его работы считались своего рода эталоном портретной фотографии и до сих пор представляют интерес как для исследователей, так и для простых зрителей — во многом благодаря известности их героев. Пик славы фотографы пришёлся на период с конца XIX века до конца Первой мировой войны (ок. 1887—1917), однако сам Дорнак прожил гораздо дольше. Он скончался в Париже в 1941 году и был похоронен на кладбище Пер-Лашез.

## Фотопортреты работы Дарнака

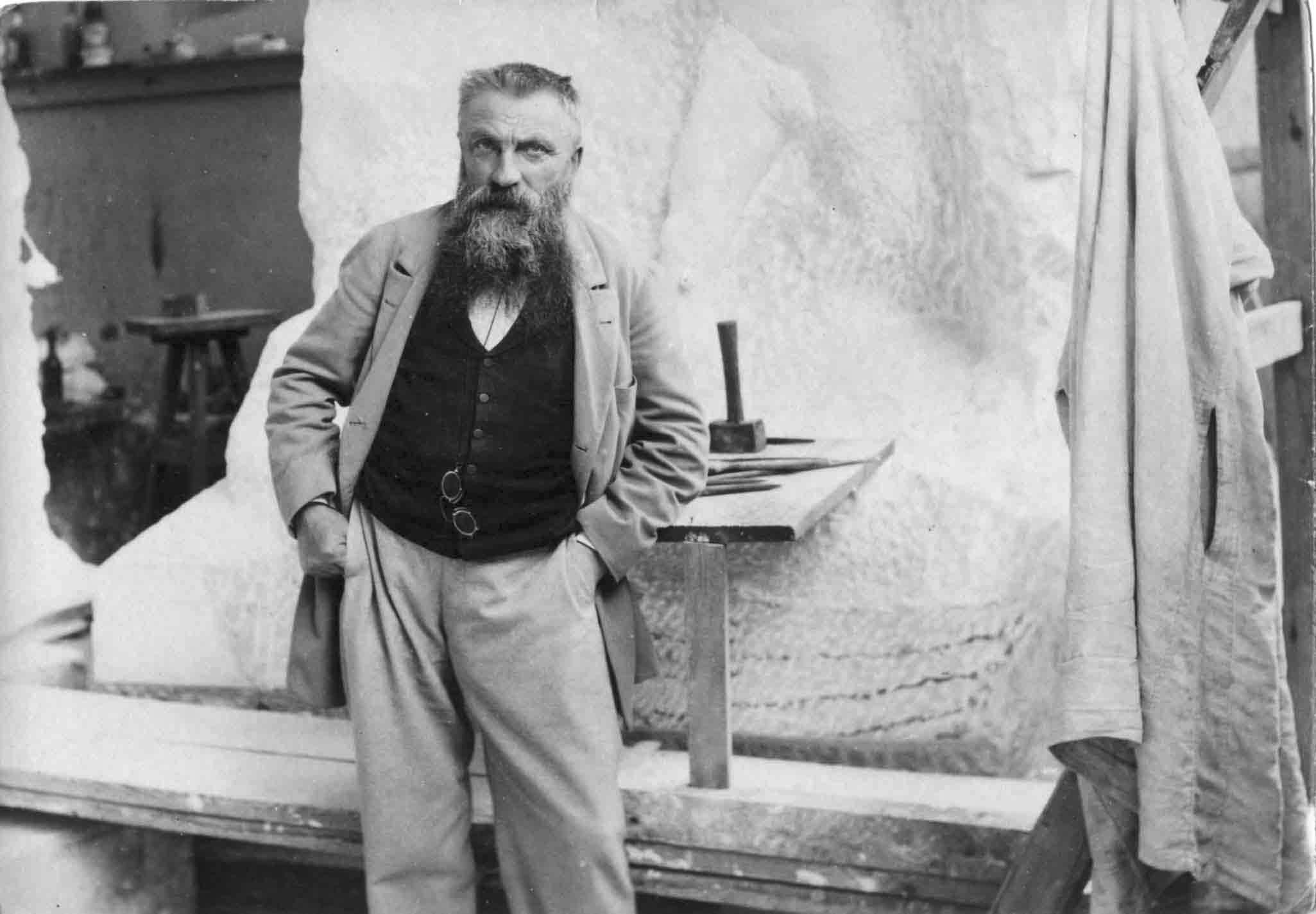
Огюст Роден
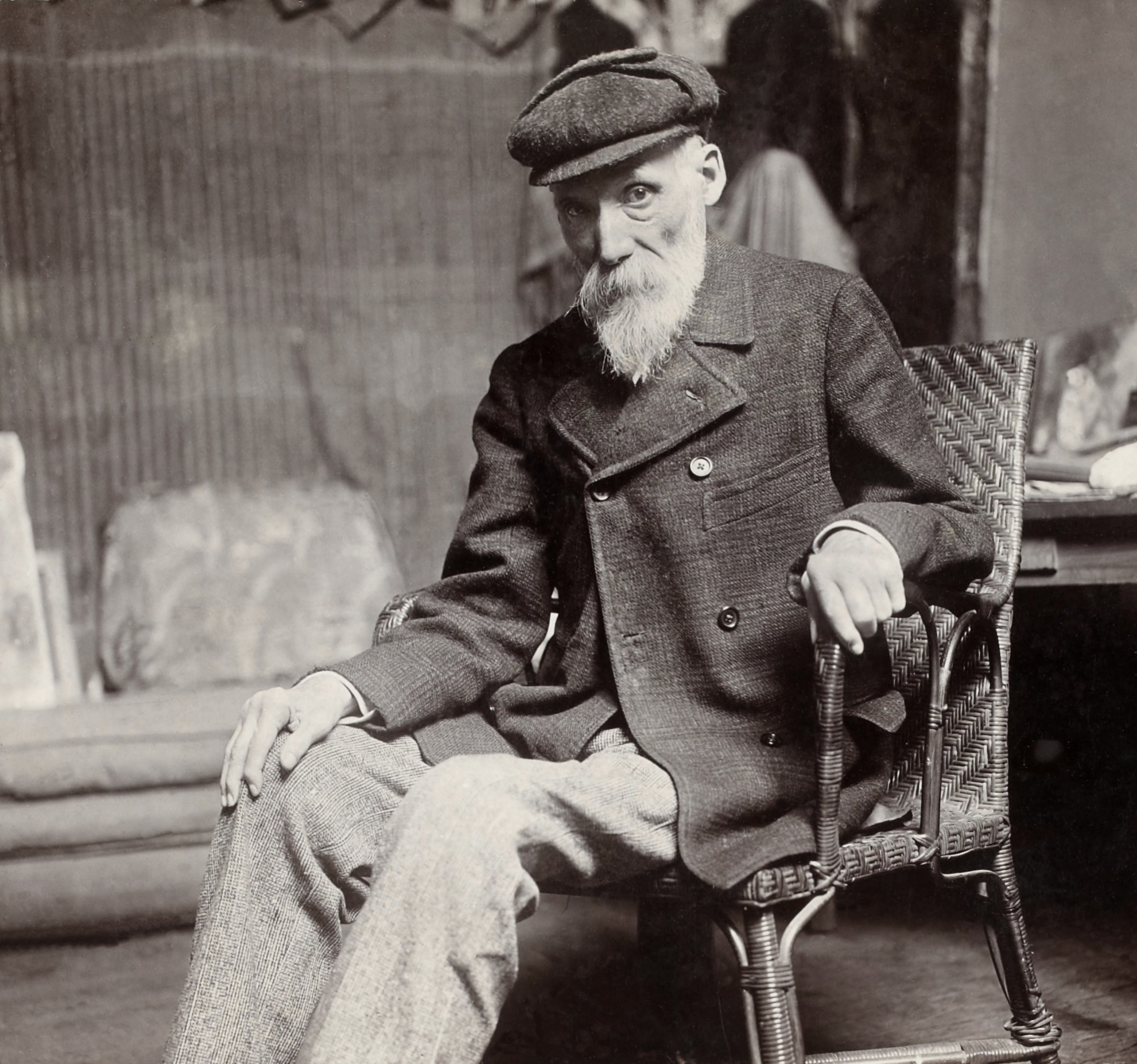
Огюст Ренуар
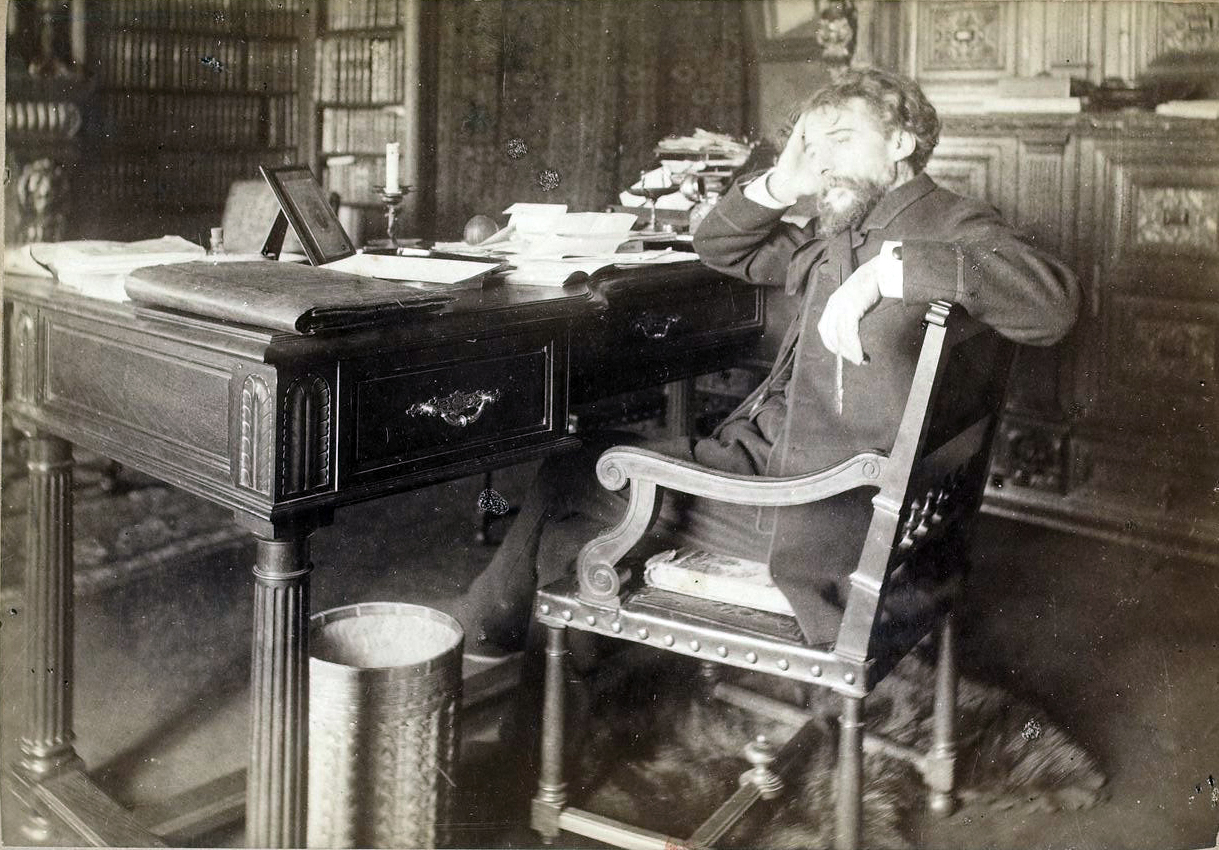
Альфонс Доде
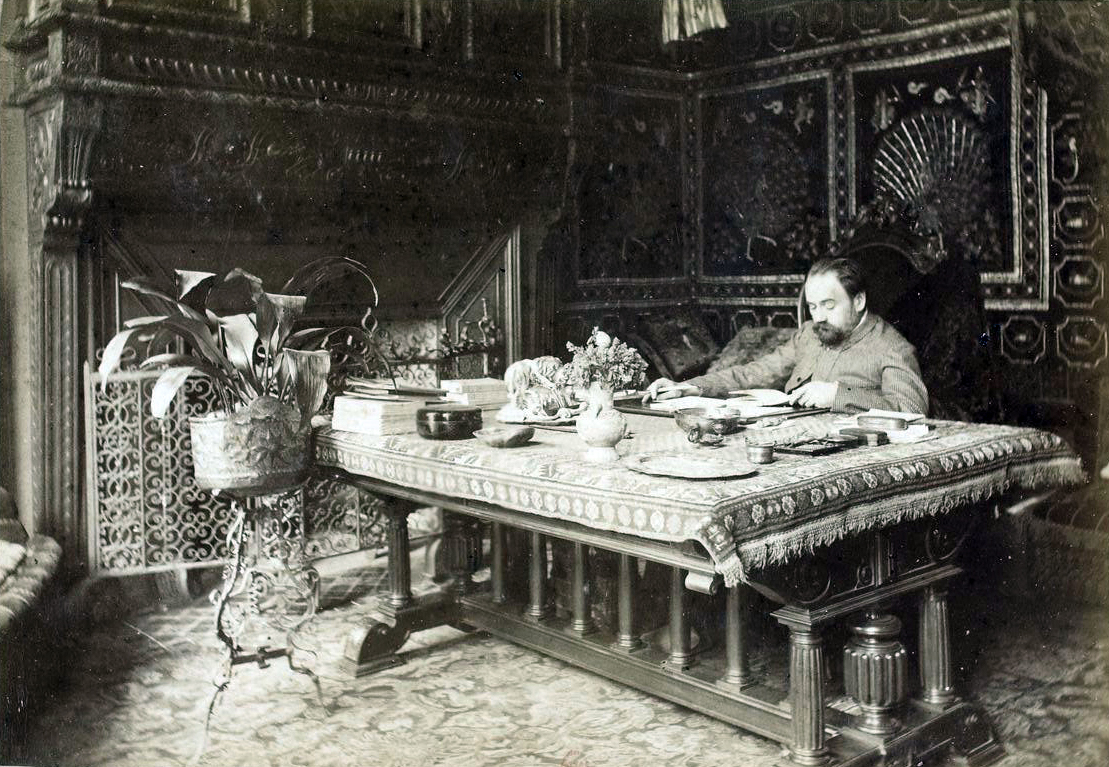
Эмиль Золя
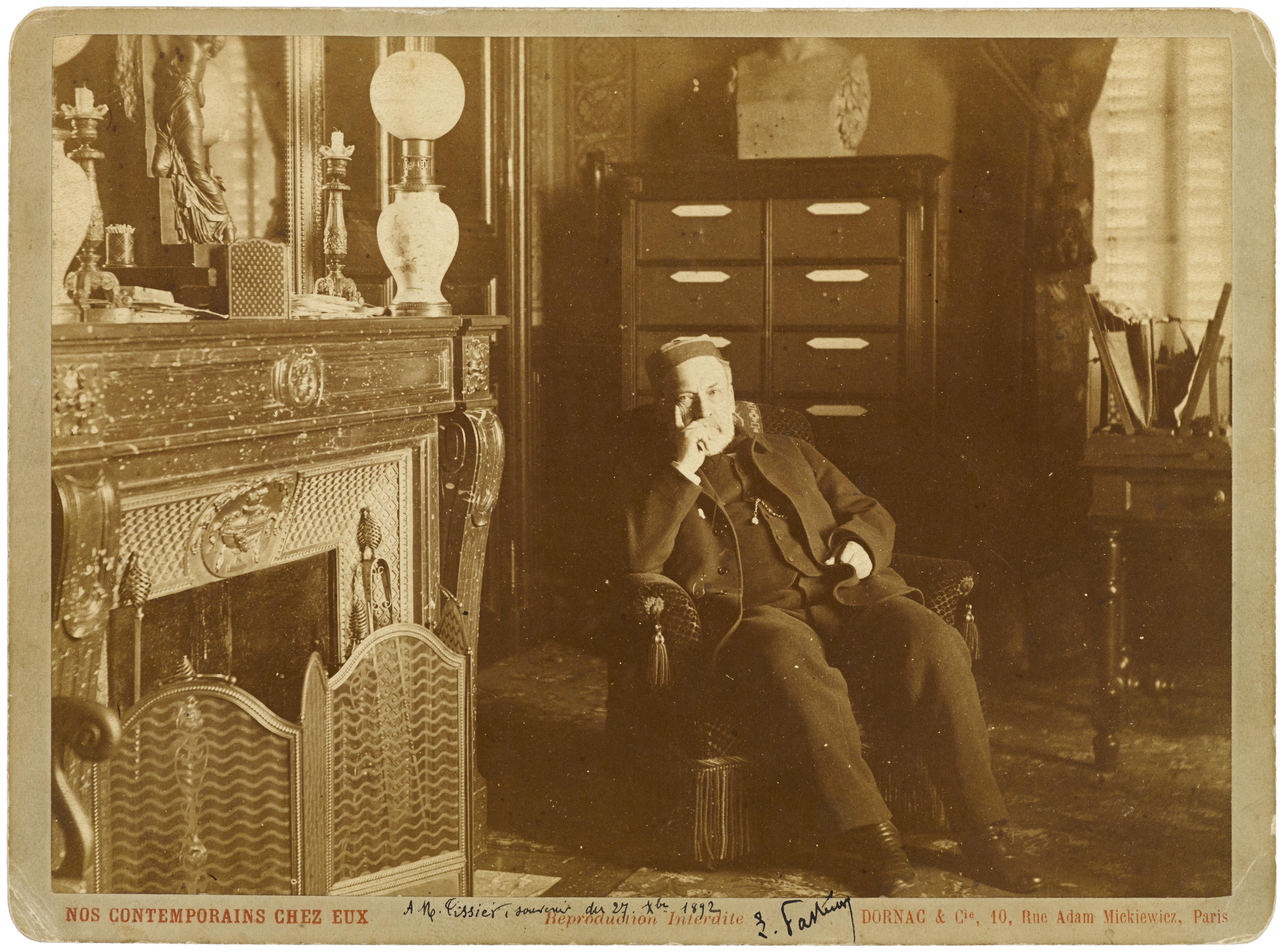
Луи Пастер
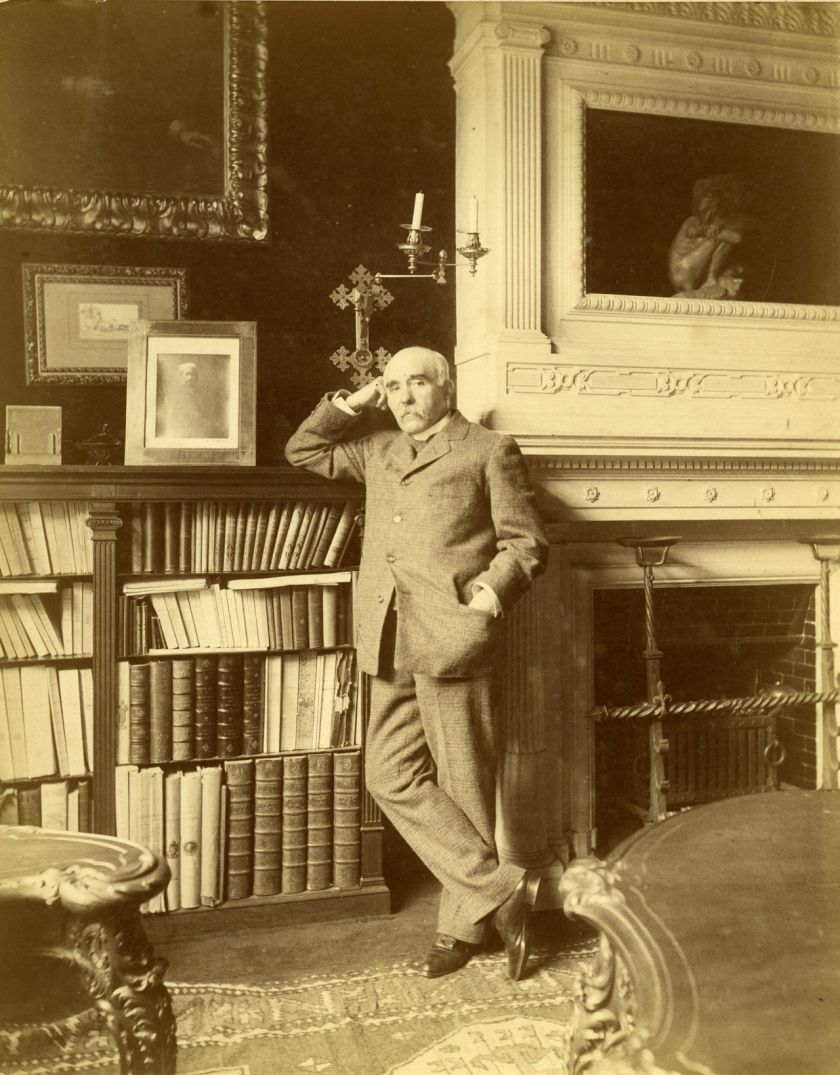
Жорж Клемансо
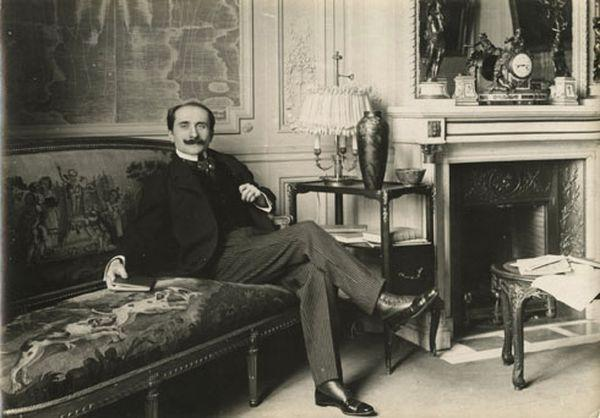
Эдмон Ростан
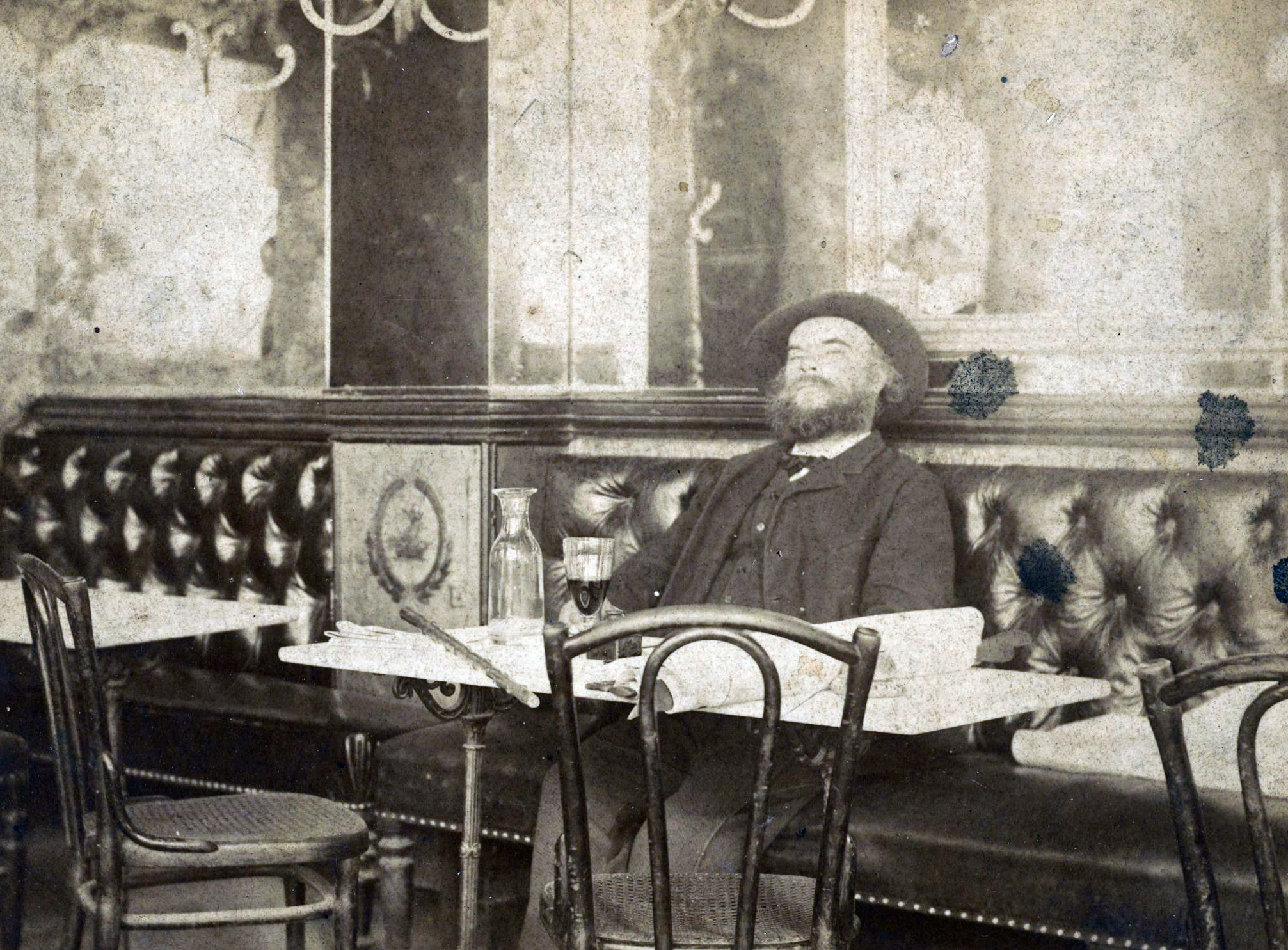
Поль Верлен
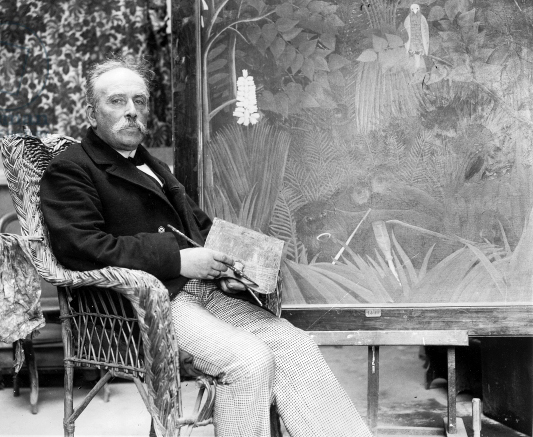
Анри Руссо (художник-примитивист)
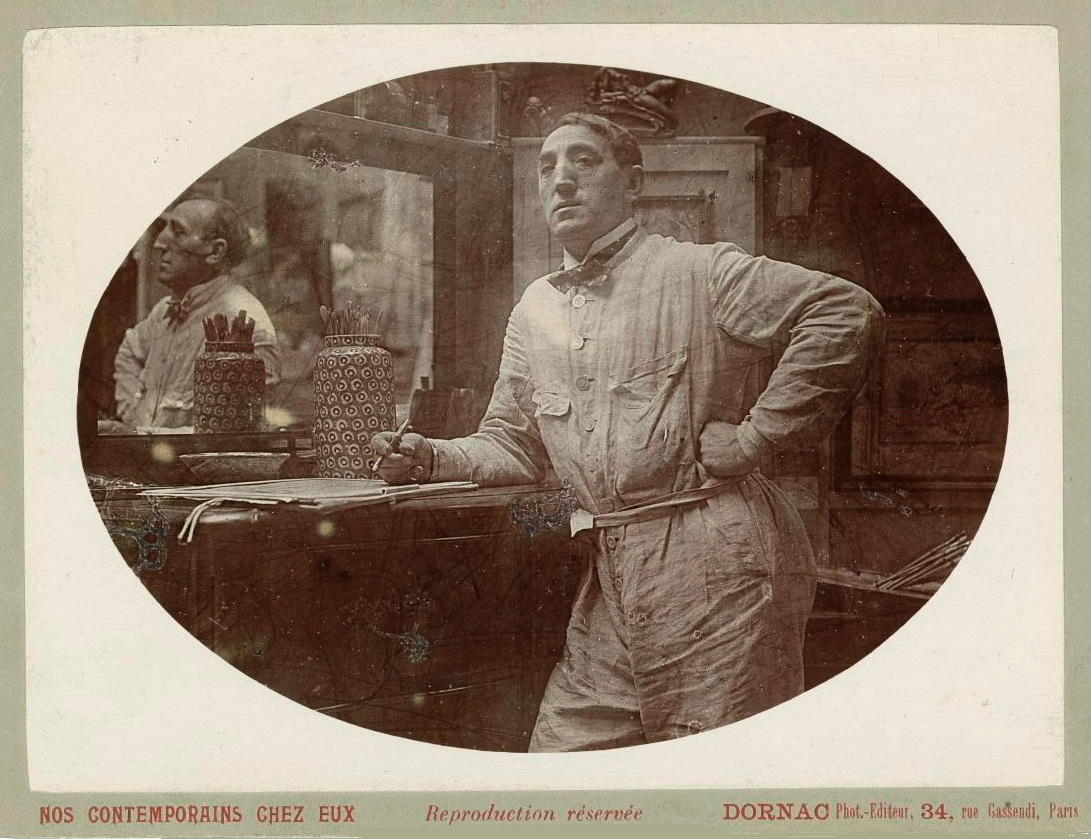
Тео ван Рейссельберге (художник)
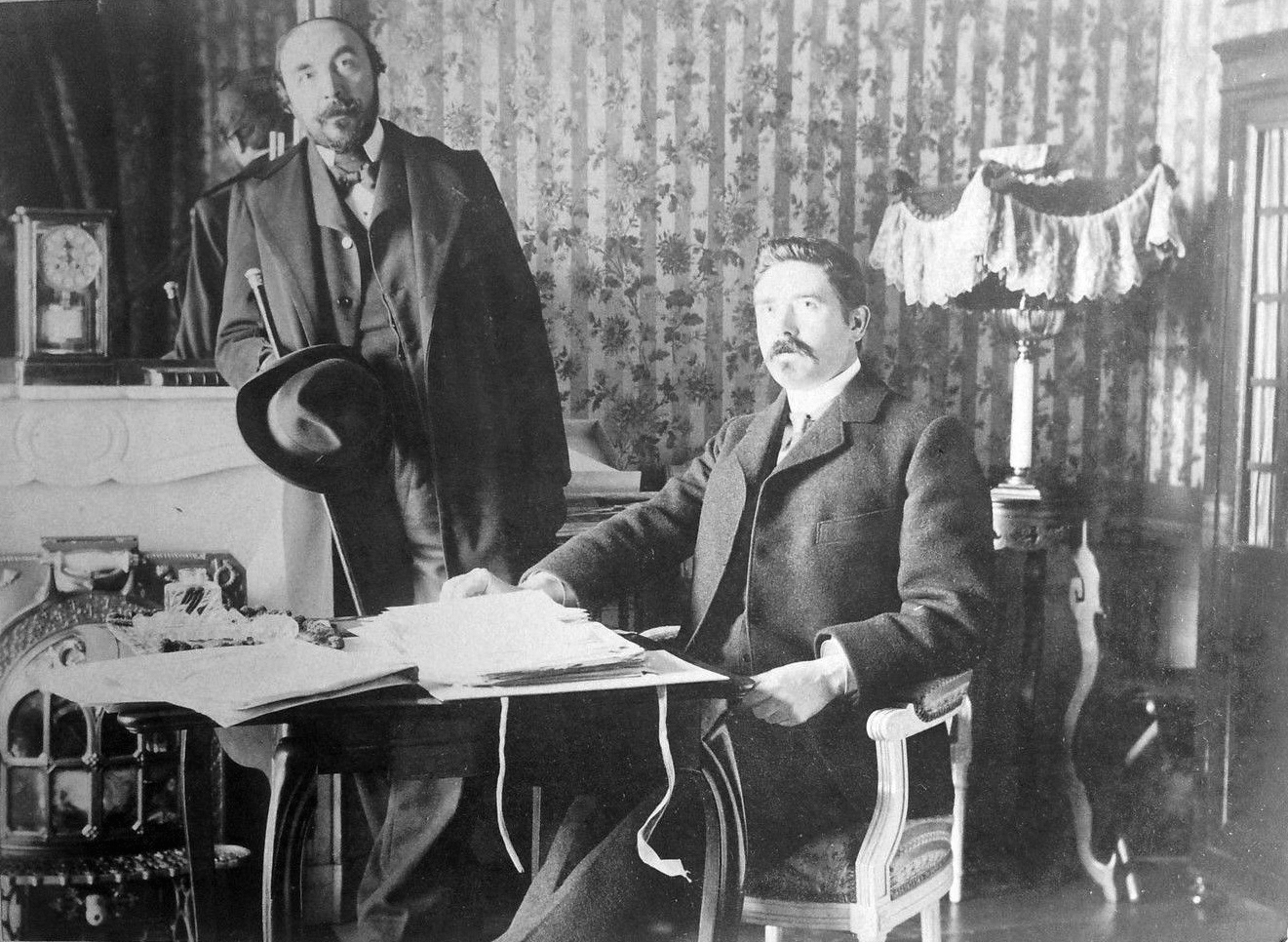
Писатели братья Рони: Рони-старший (автор приключенческого романа «Борьба за огонь») и Рони-младший
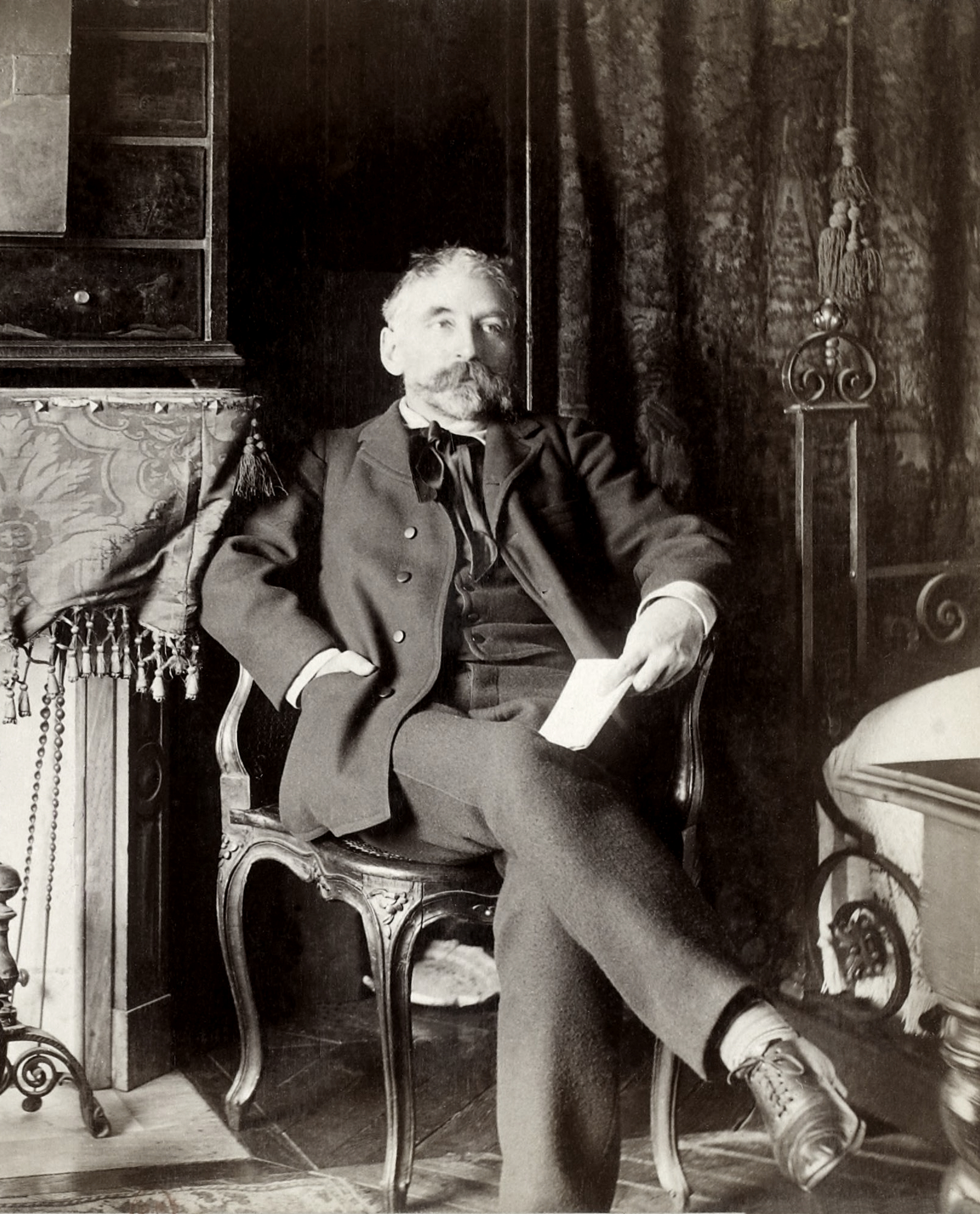
Стефан Малларме (поэт)